# Korfbal Vereniging Amstelveen
De Korfbal Vereniging Amstelveen, (kortweg KVA) is opgericht op 28 september 1907. De club is een fusievereniging van meerdere clubs.

## Algemene informatie
Het 1e team speelde in het seizoen 2007/2008 zowel op het veld als in de zaal in de Overgangsklasse. In de zaal wist men zich te handhaven, maar op het veld degradeerde de club op de laatste speelronde naar de Eerste klasse.
Korfbal Vereniging Amstelveen heeft de beschikking over een aangepast complex op het sportpark Sportlaan-Oost. Het complex bestaat uit één groot kunstgrasveld, waarop 3 seniorenwedstrijden tegelijkertijd gespeeld kunnen worden.

## Competitie Algemeen
KVA speelt met zijn selectieteams al jaren op een redelijk hoog niveau. Het eerste team schommelt al jaren tussen de Eerste en de Overgangsklasse. Daaronder speelt het tweede team in de Reserve Eerste klasse. De overige teams spelen in de Reserve klassen 2 tot en met 5.
De A1 heeft voor het seizoen 2008/2009 een wildcard aangevraagd voor de Overgangsklasse en die is gehonoreerd. Zij zullen dus te bewonderen zijn op het een na hoogste niveau in de A-klasse. De B1 speelde het afgelopen veldseizoen zelfs Hoofdklasse en eindigde daar als 5e. Daaronder spelen ook de lagere jeugdteams op een redelijk hoog niveau.

## Historisch overzicht KVA
Op 28 september 1907 wordt door de heer Tiemeyer, docent aan de De Vierde Driejarige HBS in Amsterdam, het initiatief genomen een korfbalvereniging op te richten. DVD is de sportvereniging waar de korfbaltak onderdak krijgt. De vereniging begint met 34 leden, allen afkomstig van de HBS.
In 1908 gaat men zelfstandig verder en wordt de naam gewijzigd in “Amsterdamse Openluchtspelclub De Vierde Driejarige”. Ook wordt dan het besluit genomen, de vereniging open te stellen voor hen die geen (oud-)leerling zijn van de HBS en in 1913 mogen ook aspirant-leden aan de competitie deelnemen. Dit zorgt ervoor, dat de vereniging gaat groeien en bloeien. Niet alleen in omvang, maar DVD weet in de Nederlandse top mee te draaien. Tweede Wereldoorlog maakt hieraan een abrupt einde: na de oorlog heeft de vereniging nog maar 40% van haar oorspronkelijke ledental over.
In 1965 zijn er fusiebesprekingen tussen DED en DVD. DED was opgericht op 12 mei 1909. In augustus 1965 is de fusie een feit en gaan beide clubs door onder de naam DEVD. In 1967 verhuist het Amsterdamse DEVD vanaf de Reggestraat in Amsterdam naar Amstelveen, waar op 15 februari 1969 het nieuwe clubhuis aan de Burgemeester Haspelslaan wordt geopend.
Daarmee wordt DEVD de tweede Amstelveense korfbalclub. De eerste, van oorsprong christelijke, club was Amstel, opgericht op 20 oktober 1947 in de Pauluskerk, met als doelstelling om christelijke jongeren op een verantwoorde manier met sport bezig te laten zijn. Na veel omzwervingen krijgt deze club zijn veld op de Janselaan-Oost, alwaar in 1975 een eigen clubhuis wordt geopend.
Uiteindelijk komen er ook fusiebesprekingen tussen DEVD en Amstel, die op 1 juli 1995 resulteren in een fusie tussen beide clubs met als nieuwe naam KVA. Deze club is in Amstelveen weer volop aan het bouwen aan uitbreiding van het ledental en verhoging van het spelniveau. Op dit moment heeft de club ongeveer 300 leden.

## Erelijst
- Nederlands kampioen veldkorfbal, 2x (1915, 1916) als DVD

## Bron
- http://www.kvakorfbal.nl